# Diocesi di Varsavia-Praga
La diocesi di Varsavia-Praga (in latino Dioecesis Varsaviensis-Pragensis) è una sede della Chiesa cattolica in Polonia suffraganea dell'arcidiocesi di Varsavia. Nel 2022 contava 1.113.340 battezzati su 1.418.260 abitanti. È retta dal vescovo Romuald Kamiński.

## Territorio
La diocesi comprende la parte della città di Varsavia situata ad est del fiume Vistola. In questa area è incluso il quartiere di Praga (da non confondere con la capitale ceca). La cattedrale è dedicata ai Santi Michele Arcangelo e Floriano. Sempre nel quartiere di Praga si trova pure la concattedrale della Madre di Dio.
Oltre alla cattedrale, esistono in diocesi altre due basiliche minori: la basilica del Sacro Cuore di Gesù e la basilica della Santissima Trinità.
Il territorio si estende su una superficie di 3.300 km² ed è suddiviso in 20 decanati e in 186 parrocchie.

## Storia
La diocesi è stata eretta il 25 marzo 1992, nell'ambito della riorganizzazione delle diocesi polacche voluta da papa Giovanni Paolo II con la bolla Totus tuus Poloniae populus, ricavandone il territorio dalla diocesi di Płock e dall'arcidiocesi di Varsavia.
Il 7 ottobre 1993, con la lettera apostolica Fideles ecclesialis, lo stesso papa Giovanni Paolo II ha confermato la Beata Maria Vergine, venerata con il titolo di Mater Dei de Victoria, patrona principale della diocesi.
L'8 dicembre 2000, a conclusione del primo sinodo diocesano, è stato inaugurato il seminario vescovile.

## Cronotassi dei vescovi
Si omettono i periodi di sede vacante non superiori ai 2 anni o non storicamente accertati.
- Kazimierz Romaniuk † (25 marzo 1992 - 26 agosto 2004 ritirato)
- Sławoj Leszek Głódź (26 agosto 2004 - 17 aprile 2008 nominato arcivescovo di Danzica)
- Henryk Hoser, S.A.C. † (24 maggio 2008 - 8 dicembre 2017 ritirato)
- Romuald Kamiński, succeduto l'8 dicembre 2017

## Statistiche
La diocesi nel 2022 su una popolazione di 1.418.260 persone contava 1.113.340 battezzati, corrispondenti al 78,5% del totale.
| anno | popolazione | popolazione | popolazione | presbiteri | presbiteri | presbiteri | presbiteri                | diaconi | religiosi | religiosi | parrocchie |
| anno | battezzati  | totale      | %           | numero     | secolari   | regolari   | battezzati per presbitero | diaconi | uomini    | donne     | parrocchie |
| ---- | ----------- | ----------- | ----------- | ---------- | ---------- | ---------- | ------------------------- | ------- | --------- | --------- | ---------- |
| 1999 | 1.119.500   | 1.180.000   | 94,9        | 528        | 423        | 105        | 2.120                     |         | 130       | 1.116     | 154        |
| 2000 | 1.110.500   | 1.171.000   | 94,8        | 531        | 429        | 102        | 2.091                     |         | 126       | 1.098     | 155        |
| 2001 | 1.110.300   | 1.170.800   | 94,8        | 537        | 434        | 103        | 2.067                     |         | 126       | 1.085     | 156        |
| 2002 | 1.091.500   | 1.161.000   | 94,0        | 539        | 437        | 102        | 2.025                     |         | 124       | 1.051     | 158        |
| 2003 | 1.085.000   | 1.155.000   | 93,9        | 595        | 447        | 148        | 1.823                     |         | 187       | 1.253     | 160        |
| 2004 | 1.092.000   | 1.135.000   | 96,2        | 644        | 449        | 195        | 1.695                     |         | 230       | 1.348     | 160        |
| 2010 | 1.098.000   | 1.138.000   | 96,5        | 643        | 483        | 160        | 1.707                     |         | 175       | 1.367     | 183        |
| 2014 | 1.047.255   | 1.326.000   | 79,0        | 635        | 481        | 154        | 1.649                     |         | 164       | 1.363     | 183        |
| 2017 | 1.104.871   | 1.398.000   | 79,0        | 729        | 472        | 257        | 1.515                     |         | 265       | 1.337     | 198        |
| 2020 | 1.117.000   | 1.418.940   | 78,7        | 619        | 463        | 156        | 1.804                     |         | 160       | 1.198     | 185        |
| 2022 | 1.113.340   | 1.418.260   | 78,5        | 592        | 450        | 142        | 1.880                     |         | 146       | 1.097     | 186        |

## Galleria d'immagini

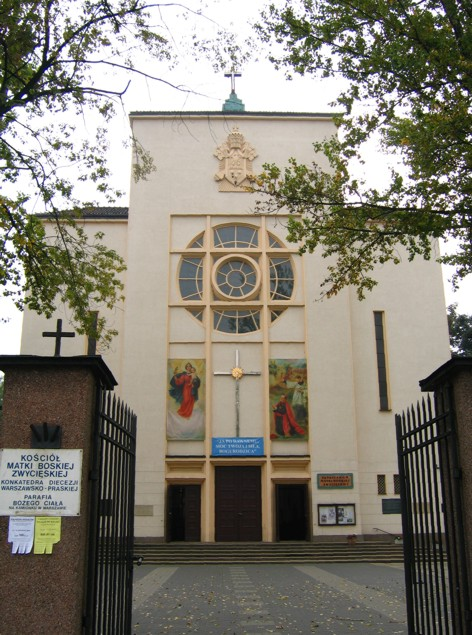
La concattedrale della Madre di Dio nel quartiere di Praga
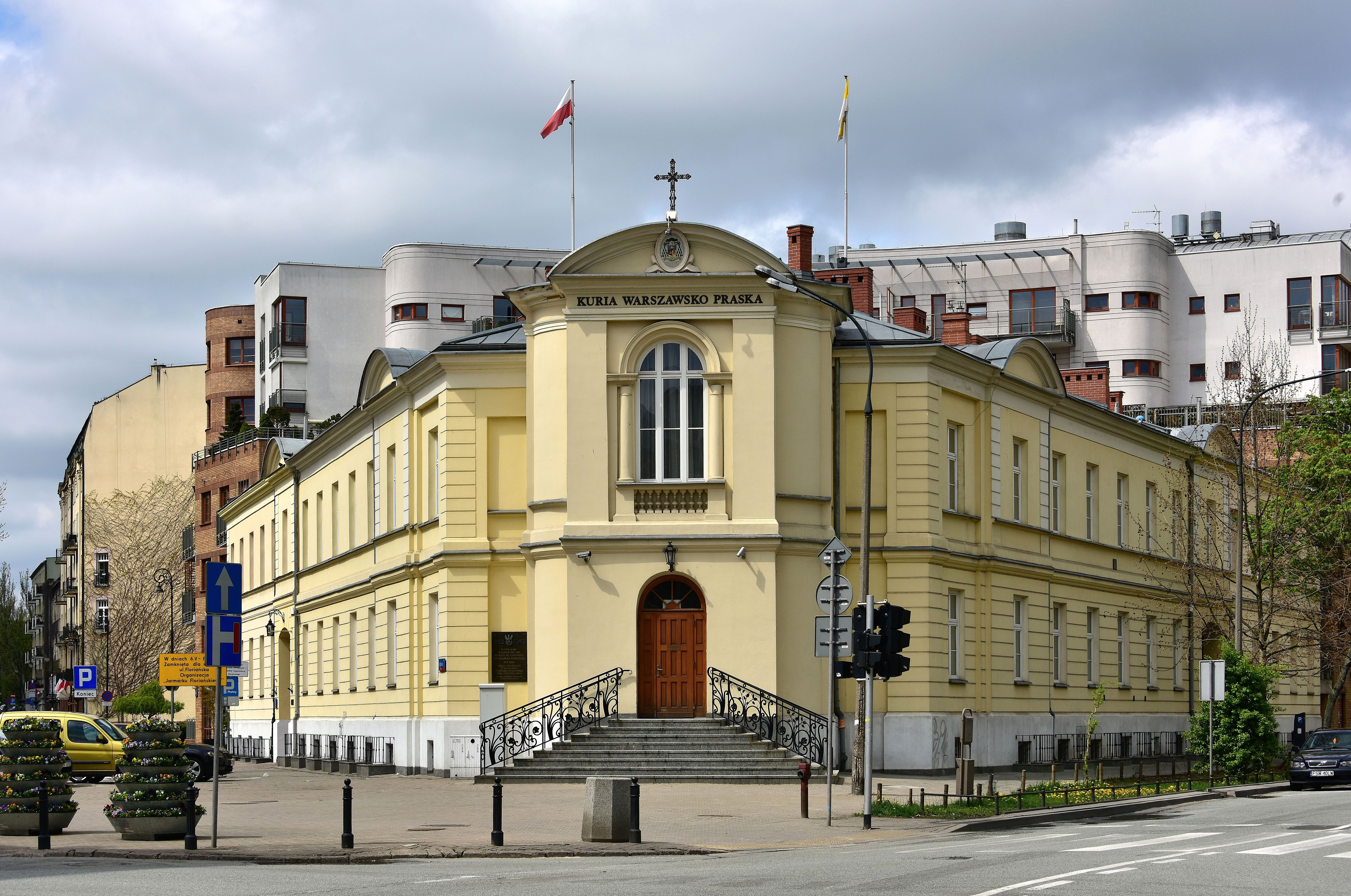
La curia vescovile
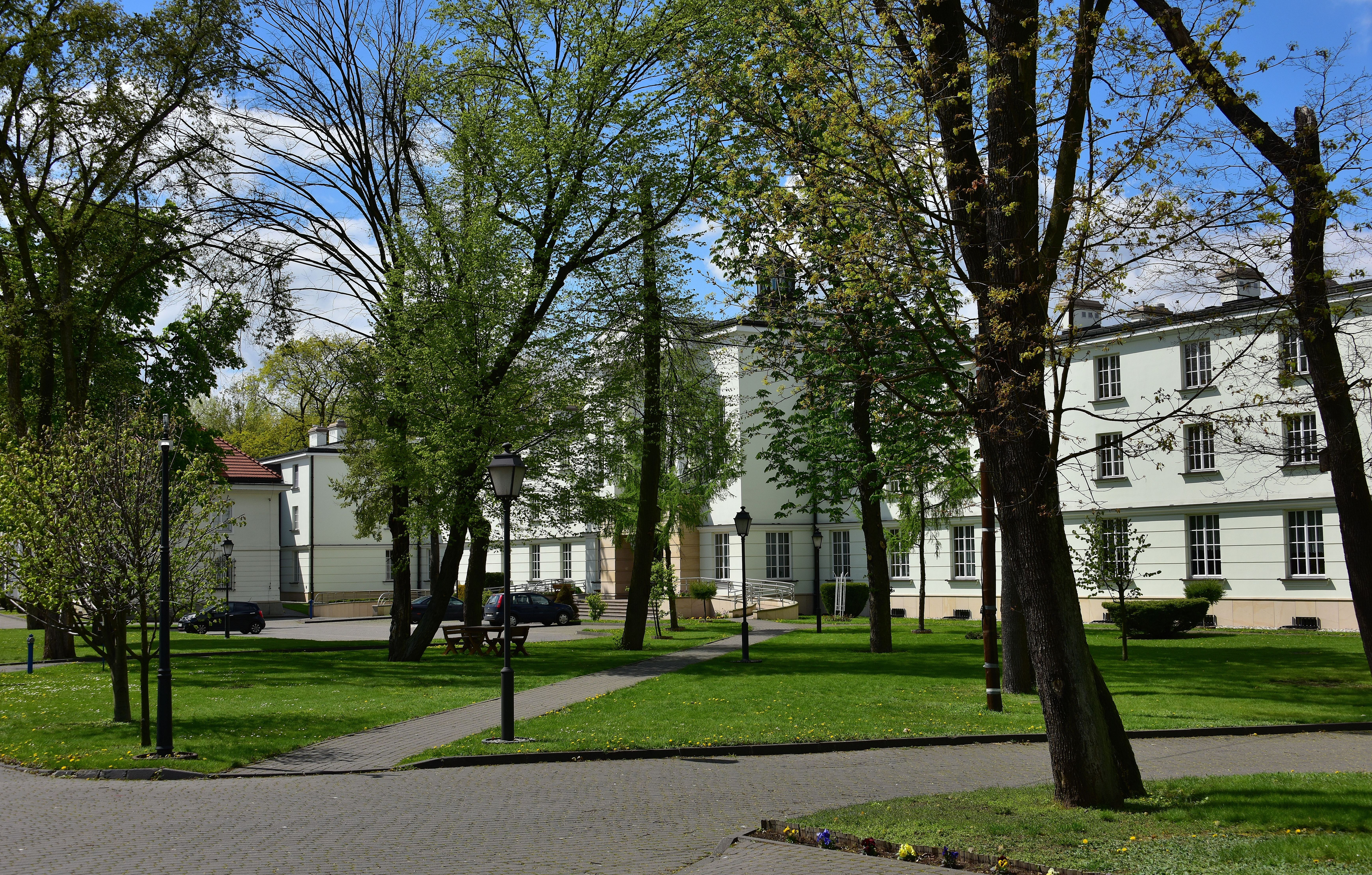
Il seminario maggiore della diocesi
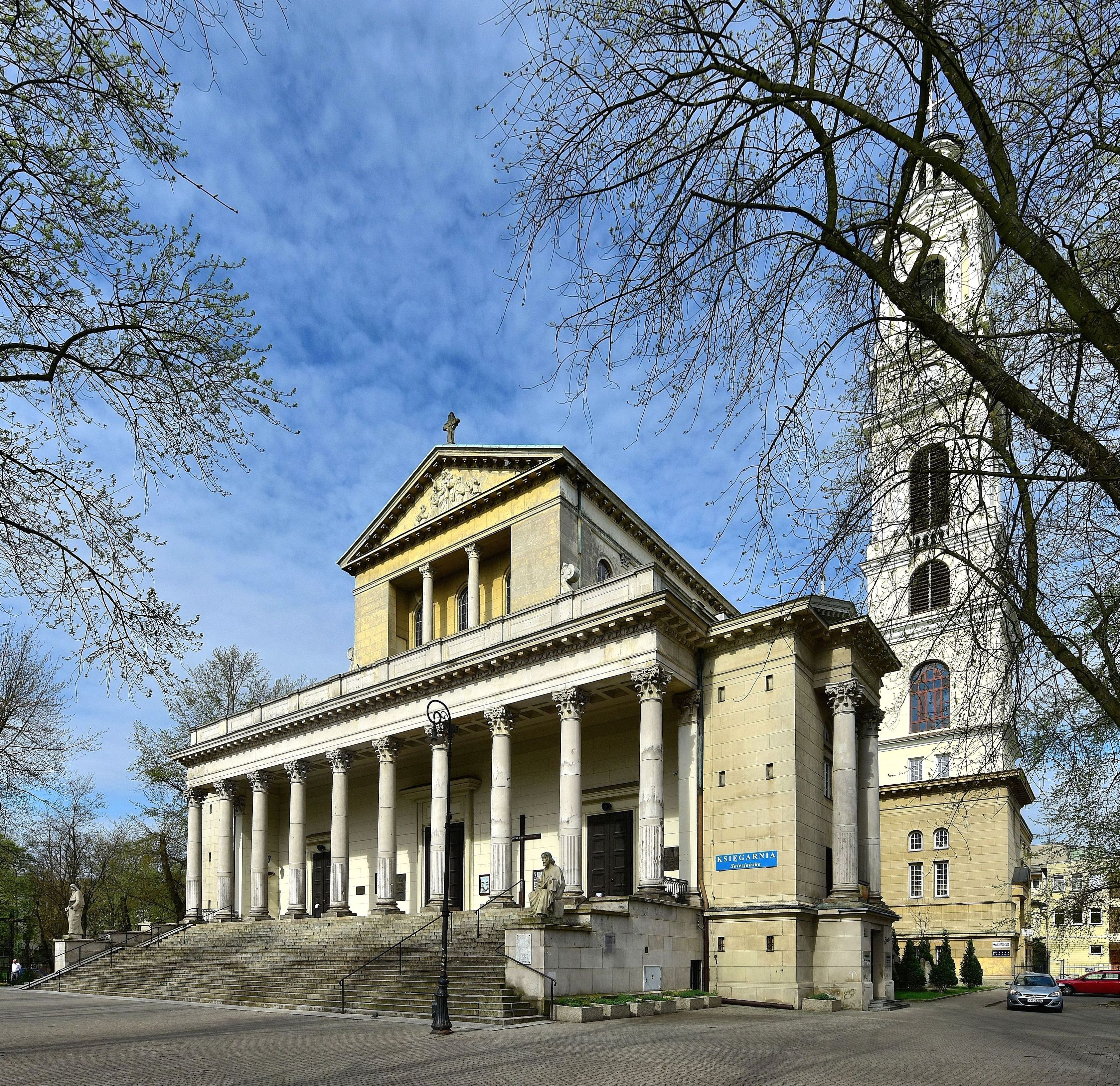
La basilica del Sacro Cuore di Gesù
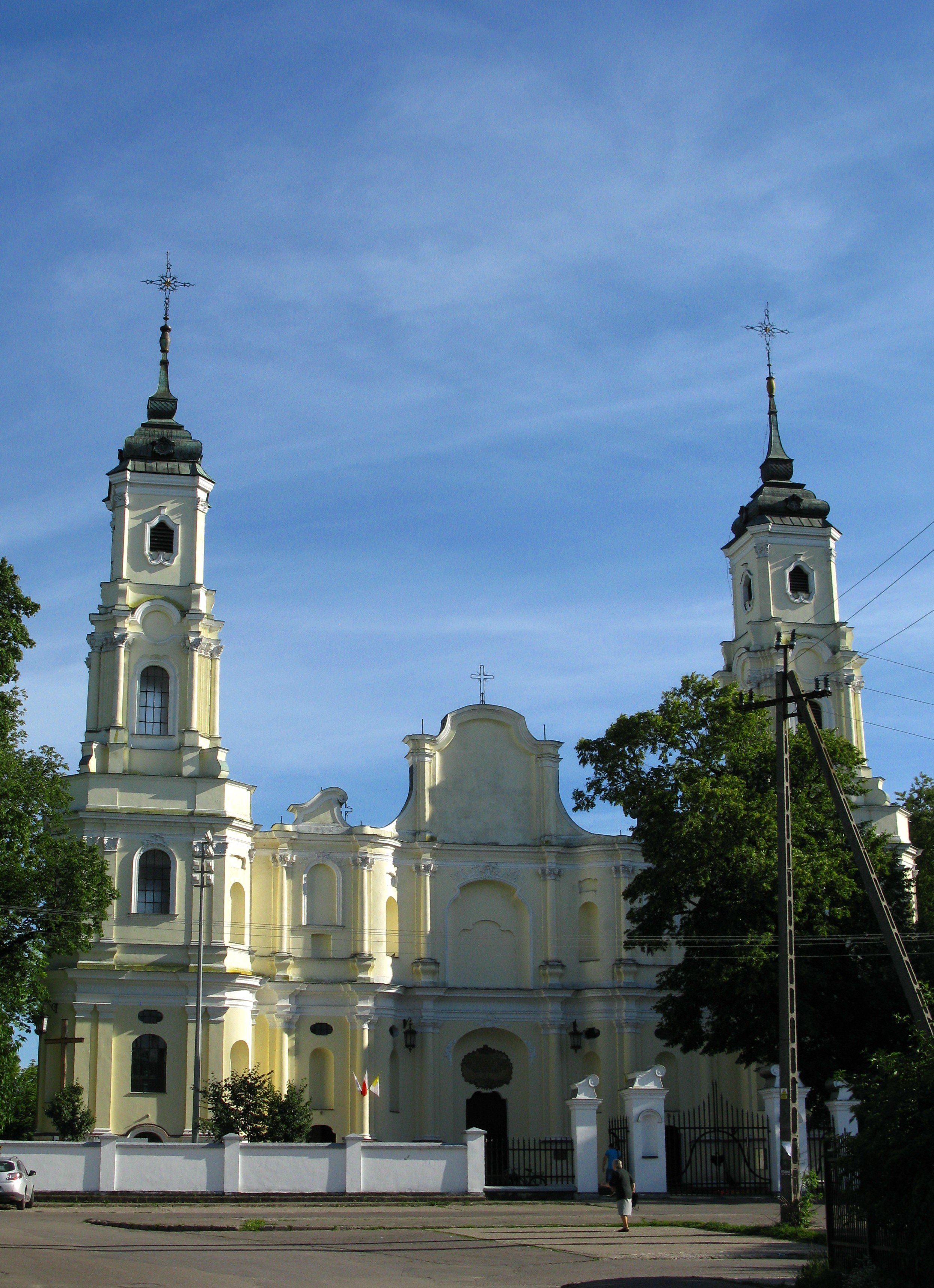
La basilica della Santissima Trinità